# WWE Judgment Day
Judgment Day (El Día Del Juicio en español) fue un evento PPV de lucha libre profesional producido por la World Wrestling Entertainment. La primera edición de Judgment Day fue en octubre de 1998, como un evento WWF In Your House. Este PPV reemplazó a Over the Edge en el 2000, debido a la muerte de Owen Hart en la edición de 1999 de Over the Edge. En el 2000, Judgment Day se transformó en el evento anual de mayo y el sucesor de Backlash. Entre 2004 y 2006, Judgment Day fue un evento exclusivo de la marca SmackDown!. En 2010, este evento fue reemplazado por el evento Over The Limit.

## Ediciones

### 1998
In Your House: Judgment Day tuvo lugar el 18 de octubre del 1998 en el Allstate Arena de Rosemont, Illinois.

#### Resultados
- Sunday Night HEAT Match: Steve Blackman derrotó a Bradshaw (2:58)
  - Blackman cubrió a Bradshaw con un "Pump Kick".
  - Después de la lucha, The Blue Blazer atacó a Blackman.
- Sunday Night HEAT Match: The Oddities (Giant Silva, Kurrgan y Golga) derrotaron a Los Boricuas (José Estrada, Jr., Miguel Pérez, Jr. & Jesús Castillo) (2:32)
  - Golga cubrió a Castillo con un "Avalanche Splash".
  - Después de la lucha, The Headbangers atacaron a Insane Clown Posse.
- Sunday Night HEAT Match: The Godfather derrotò a Faarooq (1:55)
  - The Godfather cubrió a Faarooq con un "Thrust Kick".
  - Después de la lucha, D'Lo Brown y Mark Henry atacaron a Faarooq y luego traicionaron a The Godfather hasta que este último fue rescatado por The Rock.
- Sunday Night HEAT Match: Scorpio derrotó a Jeff Jarrett (3:42)
  - Scorpio cubrió a Jarrett con un "Roll-up Pin".
  - Val Venis fue el comentarista invitado de la lucha.
  - Durante la lucha, Al Snow intervino a favor de Scorpio.
- Al Snow (con Head) derrotó a Marc Mero (con Jacqueline) (7:12)
  - Snow cubrió a Mero con un "Snow Plow".
- LOD 2000 (Hawk, Animal y Droz) derrotaron a The Disciples of Apocalypse (8-Ball, Skull y Paul Ellering) (5:04)
  - Hawk y Animal cubrieron a Skull con un "Doomsday Device".
- Christian (con Gangrel) derrotó a Taka Michinoku (con Yamaguchi-san) ganando el Campeonato Peso Ligero de la WWF (8:34)
  - Christian cubrió a Michinoku con un pinfall.
- Goldust derrotó a Val Venis (con Terri Runnels) (12:05)
  - Goldust cubrió a Venis con un "Shattered Dreams".
- X-Pac (con Chyna) derrotó a D'Lo Brown ganando el Campeonato Europeo de la WWF (13:50)
  - X-Pac cubrió a Brown con un "X-Factor".
- The Headbangers (Thrasher y Mosh) derrotaron a los Campeones de Parejas de la WWF The New Age Outlaws (Road Dogg y Billy Gunn) por descalificación (14:00)
  - The New Age Outlaws fueron descalificados porque Road Dogg golpeó a Thrasher con boombox en la cabeza
  - Como resultado, The New Age Outlaws retuvieron los títulos en parejas.
- Ken Shamrock derrotó a Mankind reteniendo el Campeonato Intercontinental de la WWF (14:35)
  - Shamrock cubrió a Mankind al aplicar su llave de rendición el "Ankle Lock", reteniendo su título.
- Mark Henry derrotó a The Rock (5:06)
  - Henry cubrió a The Rock con un "Big Splash".
  - Durante la lucha, D'Lo Brown intervino a favor de Henry.
- The Undertaker y Kane por el vacante Campeonato de la WWF (con Stone Cold Steve Austin como árbitro especial) quedó sin resultado (17:35)
  - Austin le aplicó tanto a Undertaker como a Kane una "Stone Cold Stunner" a cada uno para declararse automáticamente como ganador, haciendo su conteo de 3, creyendo que iba a ganar el campeonato, pero en realidad no hubo resultado.
  - Por consecuencia, el Campeonato de la WWF siguió vacante hasta Survivor Series y Mr. Mcmahon despidió (Kayfabe) a Austin de la WWF.
  - Durante la lucha Paul Bearer intervino traicionando a Kane y aliándose de nuevo con Undertaker.

### 2000
Judgment Day 2000 tuvo lugar el 21 de mayo del 2000 en el Freedom Hall de Louisville, Kentucky.

#### Resultados
- Too Cool (Scotty 2 Hotty, Grand Master Sexay y Rikishi) derrotaron a Kurt Angle y a los Campeones en Pareja Edge & Christian (9:46)
  - Rikishi cubrió a Edge después de que Sexay le aplicara una "Hip Hop Drop".
- Eddie Guerrero (con Chyna) derrotó a Perry Saturn y Dean Malenko en un Triple Threat Match reteniendo el Campeonato Europeo de la WWF (7:57)
  - Guerrero cubrió a Malenko con "Roll up" después de que Chyna estrellara a Malenko contra un florero en la lona que ocultaba un tubo de acero.
- Shane McMahon derrotó a The Big Show en un Falls Count Anywhere match (7:12)
  - Shane cubrió a Big Show después de pegarle con un ladrillo.
  - Durante la lucha, Albert, The Big Bossman, Bull Buchanan, Test y Trish Stratus interfirieron en favor de Shane.
- Chris Benoit derrotó a Chris Jericho en un Submission match reteniendo el Campeonato Intercontinental de la WWF (13:27)
  - Benoit le aplicó un "Crippler Crossface" a Jericho, y el árbitro al ver que este no reaccionaba, detuvo el combate.
- D-Generation X (Road Dogg y X-Pac) derrotaron a The Dudley Boyz (Bubba Ray y D-Von) en un Double Tables match (10:55) 
  - Road Dogg eliminó a D-Von aplicándole un Falling Pumphandle Slam contra una mesa.
  - X-Pac eliminó a Bubba aplicándole un X-Factor desde la tercera cuerda contra una mesa.
  - Durante el combate, Tori y Gerald Brisco interfirieron a favor de D-Generation X
  - Después de la lucha, The Dudley Boyz le aplicaron a Brisco un 3D contra una mesa.
- Triple H (con Shane McMahon, Mr. McMahon, Road Dogg y X-Pac) derrotó a The Rock en un Iron Man Match ganando el Campeonato de la WWF (con Shawn Michaels como árbitro especial invitado) (1:00:08)
  - Triple H ganó con un 6-5.
  - Rock cubrió a Triple H después de un "Rock Bottom" (0-1)
  - Triple H cubrió a The Rock después de un "Pedigree" (1-1)
  - Triple H cubrió a The Rock con un "Inside Cradle" (2-1)
  - Triple H cubrió a The Rock después de un "Back to belly Piledriver" (3-1)
  - The Rock cubrió a Triple H después de un "Flowing DDT" (3-2)
  - Triple H fue descalificado después de golpear a The Rock con una silla (3-3)
  - Triple H cubrió a The Rock usando las cuerdas como apoyo (4-3)
  - Triple H le aplicó un "Sleeper Hold" a The Rock hasta dejarlo KO (5-3)
  - Triple H no respondió al conteo de 10 después de un "Pedigree" sobre la mesa de comentaristas (5-4)
  - The Rock cubrió a Triple H después de un "Spinebuster" y un "People's Elbow" (5-5)
  - The Rock fue descalificado cuando Triple H fue atacado por The Undertaker, quien hacía su regreso a la empresa con su gimmick American Badass. (6-5)
  - Durante la lucha, la familia McMahon y D-Generation X interfifieron a favor de Triple H, mientras que Undertaker lo hizo a favor de The Rock.
  - Durante la lucha, Michaels atacó a Vince y a Shane McMahon.

### 2001
Judgment Day 2001 tuvo lugar el 20 de mayo del 2001 en el Arco Arena de Sacramento, California.

#### Resultados
- Sunday Night HEAT Match: Raven derrotó a Val Venis (4:09)
  - Raven cubrió a Venis.
- Sunday Night HEAT Match: Hardcore Holly y Crash Holly derrotaron a Kaientai (TAKA Michinoku y Funaki) (3:46)
  - Hardcore cubrió a Michinoku.
- William Regal derrotó a Rikishi (3:57)
  - Regal cubrió a Rikishi después de un "Regal Cutter".
- Kurt Angle derrotó a Chris Benoit en un Three Stages of Hell Match (23:54)
  - Benoit cubrió a Angle después de un "Angle Slam" (1:07)
  - Angle forzó a rendirse a Benoit después de un "Ankle Lock" (12:10)
  - Angle ganó la pelea en un Ladder Match al descolgar las medallas olímpicas, con la ayuda de Edge y Christian (23:54)
- Rhyno derrotó a Test y The Big Show en un Triple Threat match reteniendo el Campeonato Hardcore de la WWF (9:15)
  - Rhyno cubrió a Big Show después de un "Gore" sobre un cubo de basura.
- Chyna derrotó a Lita reteniendo el Campeonato Femenino de la WWF (6:29)
  - Chyna cubrió a Lita después de una "Powerbomb".
  - Esta fue la última aparición de Chyna en la WWF.
- Kane derrotó a Triple H (con Stephanie McMahon-Helmsley) en un Chain match ganando el Campeonato Intercontinental de la WWF (12:29)
  - Kane cubrió a Triple H después de que Steve Austin golpeara accidentalmente a Triple H con una silla.
- Chris Benoit y Chris Jericho ganaron un Tag Team Turmoil match ganando una oportunidad por el Campeonato Mundial en Parejas de la WWF. (25:48)
  - The APA (Faarooq y Bradshaw) eliminaron a Perry Saturn y Dean Malenko después de que Farooq cubriese a Saturn después de un "Spinebuster" (1:32)
  - The APA eliminaron a The Dudley Boyz (Bubba Ray y D-Von) después de que Bradshaw cubriese a Bubba después de un "Clothesline from Hell" (6:28)
  - X-Factor (X-Pac y Justin Credible) eliminaron a The APA después de que X-Pac cubriera a Bradshaw mientras Albert le sujetaba el pie (10:13)
  - X-Factor eliminó a The Hardy Boyz (Matt y Jeff) después de que X-Pac cubriese a Matt después de una "Superkick" de Credible (13:24)
  - Chris Jericho y Chris Benoit eliminó a X-Factor cuando Benoit forzó a rendirse a Credible con un "Crippler Crossface" y Jericho forzó a rendirse a X-Pac con un "Walls of Jericho" (18:40)
  - Chris Jericho y Chris Benoit eliminaron a Edge & Christian cuando Benoit forzó a rendirse a Christian con un "Crippler Crossface" (25:48)
- "Stone Cold" Steve Austin derrotó a The Undertaker en un No Holds Barred match reteniendo el Campeonato de la WWF (23:07)
  - Austin cubrió a The Undertaker después de que Triple H golpeara a Undertaker con un mazo.

### 2002
Judgment Day (2002) tuvo lugar el 19 de mayo de 2002 en el Gaylord Entertainment Center en Nashville, Tennessee. Fue el primer PPV después de que la World Wrestling Federation se cambiara el nombre a World Wrestling Entertainment, cambiando el símbolo de la WWF en el póster. La frase del evento fue "Juez, jurado y verdugo" (Judge, jury and executioner). El tema oficial del evento fue "Broken" de 12 Stones.

#### Resultados
- Sunday Night HEAT Match: William Regal derrotó a D'Lo Brown reteniendo el Campeonato Europeo de la WWE (6:22)
  - Regal cubrió a Brown.
- Eddie Guerrero derrotó a Rob Van Dam reteniendo el Campeonato Intercontiental de la WWE (10:17)
  - Guerrero cubrió a RVD con un "Backslide" usando las cuerdas como apoyo.
- Trish Stratus (con Bubba Ray Dudley) derrotó a Stacy Keibler (con Reverend D-Von y Deacon Batista) reteniendo el Campeonato Femenino de la WWE (2:54)
  - Trish cubrió a Stacy después de un "Bulldog".
  - Después de la lucha, Batista y D-Von atacaron a Bubba.
- Brock Lesnar y Paul Heyman derrotaron a The Hardy Boyz (Matt & Jeff) (4:46)
  - Heyman cubrió a Jeff después de un "F-5" de Lesnar.
- Steve Austin derrotó a The Big Show y Ric Flair en una Handicap match (15:36)
  - Austin cubrió a Flair después de un "Stone Cold Stunner".
  - Durante la lucha, X-Pac interfirió a favor de Flair y Big Show.
- Edge derrotó a Kurt Angle en una Hair vs Hair (15:30)
  - Edge cubrió a Angle con un "Small Package".
  - Como resultado, Kurt Angle fue rapado.
- Triple H derrotó a Chris Jericho en un Hell in a Cell Match (24:31)
  - Triple H cubrió a Jericho después de un "Pedigree" en lo alto de la jaula.
- Rikishi y Rico derrotaron a Billy & Chuck ganando el Campeonato en Parejas de la WWE (3:50)
  - Rikishi cubrió a Chuck después de que Rico le hiciera a Chuck una "Roundhouse kick" accidentalmente.
- The Undertaker derrotó a Hollywood  Hulk Hogan ganando el Campeonato Indiscutido de la WWE (11:17) 
  - Undertaker cubrió a Hogan después de un golpe con una silla seguido de una "Chokeslam".
  - Durante la lucha Mr. McMahon intervino en favor de Undertaker.
  - Después de la lucha Undertaker atacó a Hogan con la silla

### 2003
Judgment Day 2003 tuvo lugar el 18 de mayo de 2003 en el Charlotte Coliseum en Charlotte, Carolina del Norte. Fue el último PPV antes de que cada marca empezara a tener PPVs exclusivos de ellas. El tema oficial del evento fue "Judgment Day" por el compositor Jim Johnston.

#### Resultados
- Sunday Night Heat Match: The Hurricane derrotó a Steven Richards (2:58)
  - Hurricane cubrió a Richards después de un "Shining Wizard".
- John Cena y The F.B.I. (Chuck Palumbo y Johnny Stamboli) (con Nunzio) derrotaron a Rhyno, Spanky y Chris Benoit (3:58)
  - Palumbo cubrió a Spanky después de un "Kiss of Death".[1][2]
- La Résistance (Sylvain Grenier y René Duprée) derrotaron a Test y Scott Steiner (con Stacy Keibler) (6:19)
  - Grenier cubrió a Steiner después de un "Bonsoir".
  - Después de la lucha, Keibler trato de auxiliar a Steiner pero Test la obligó a irse del ringside con el.
- Eddie Guerrero y Tajiri derrotaron a Team Angle (Charlie Haas y Shelton Benjamin) en un Ladder match ganando el Campeonato en Parejas de la WWE (14:18)
  - Eddie descolgó los cinturones para ganar.
- Christian ganó una Battle Royal que incluía a Val Venis, Chris Jericho, Lance Storm, Test, Rob Van Dam, Kane, Goldust y Booker T ganando el vacante Campeonato Intercontinental de la WWE (11:38)
  - Christian eliminó finalmente a Booker ganando la lucha.
  - Christian había sido eliminado por Booker, pero volvió a entrar después de que los árbitros no le vieran caer.
  - Durante la lucha, Christian atacó a Pat Patterson quién venía con el cinturón vacante.
  - El Campeonato Intercontinental estaba vacante porque había sido reactivado después de No Mercy 2002.
- Torrie Wilson derrotó a Sable en un Concurso de Bikini.
  - Tazz fue el anfitrión y declaró a Wilson ganadora.
  - Wilson entró con Lillian García cantando su tema de entrada.
  - Después del concurso, Wilson beso a Sable.
- Mr. America (con Zach Gowen) derrotó a Roddy Piper (con Sean O'Haire) (4:58)
  - Mr. America cubrió a Piper después de un golpe accidental con un tubo de acero de O'Haire y un "Atomic Leg Drop".
  - Durante la lucha, Vince McMahon y O'Haire interfirieron a favor de Piper mientras Gowen intervino a favor de Mr. America.
- Kevin Nash derrotó al Campeón Mundial Peso Pesado Triple H por descalificación (7:25)
  - Triple H fue descalificado después de golpear al árbitro Earl Hebner con su mazo.
  - Como resultado, Triple H retuvo el campeonato.
  - Shawn Michaels iba a ser el manager de Nash y Ric Flair de Triple H, pero antes de la lucha, Nash atacó a Triple H, mientras Michaels y Flair se atacaron mutuamente hasta abandonar el ringside
  - Después de la lucha, Nash le hizo una "Jacknife Powerbomb" a Triple H contra la mesa de los comentaristas.
- Jazz (con Theodore Long) derrotó a Victoria (con Steven Richards), Jacqueline y Trish Stratus en un Fatal Four-Way Match reteniendo el Campeonato Femenino de la WWE (4:48)
  - Jazz cubrió a Jacqueline después de un "DDT".
- Brock Lesnar derrotó a The Big Show en un Stretcher match reteniendo el Campeonato de la WWE (15:27)
  - Lesnar ganó después de poner a Show en una camilla, ponerlo junto con la camilla en un montacargas y conducir el montacargas hasta la línea de meta.
  - Durante la lucha, Rey Mysterio intervino atacando a Show.
  - The Big Show entró con una camilla que el mismo había usado el evento pasado para atacar a Rey Mysterio e intentar atacar unos días antes de este evento a Chris Benoit.

### 2004
Judgment Day 2004 tuvo lugar el 16 de mayo de 2004 en el Staples Center en Los Ángeles, California. El lema del evento fue "Souls Will Cry." ("Almas en Pena."). El tema oficial del evento fue "Judgment Day" por el compositor Jim Johnston.

#### Resultados
- Sunday Night HEAT Match: Mark Jindrak (con Theodore Long) derrotó a Funaki (3:47)
  - Jindrak cubrió a Funaki después de una "Mark of Excellence".
- Rob Van Dam y Rey Mysterio derrotaron a The Dudley Boyz (Bubba Ray y D-Von) (15:19)
  - RVD cubrió a D-Von después de una "Five-Star Frog Splash".
- Torrie Wilson derrotó a Dawn Marie (6:14)
  - Wilson cubrió a Marie después de un "Backslide".
  - Antes de la lucha, Kurt Angle le dijo a Torrie que si perdía, sería despedida.
- Mordecai derrotó a Scotty 2 Hotty (3:01)
  - Mordecai cubrió a Scotty después de una "Crucifixion".
- Charlie Haas y Rico (con Miss Jackie) derrotaron a Hardcore Holly y Billy Gunn reteniendo el Campeonato en Parejas de la WWE (10:26)
  - Haas cubrió a Holly después de un "Sunset Flip Roll-Up" precedido por una "Superkick" de Rico.
- Chavo Guerrero (con Chavo Classic) derrotó a Jacqueline ganando el Campeonato Peso Crucero de la WWE (4:47)
  - Guerrero cubrió a Jacqueline después de un "Gory Bomb".
  - Una estipulación era que Chavo debía tener una mano atada a la espalda. Durante la lucha, Chavo Classic se la liberó.
  - Esta fue la última lucha de Jacqueline.
- John Cena derrotó a René Duprée reteniendo el Campeonato de los Estados Unidos de la WWE (9:54)
  - Cena cubrió a Duprée después de un "FU".
- The Undertaker (con Paul Bearer) derrotó a Booker T (11:25)
  - Undertaker cubrió a Booker después de un "Tombstone Piledriver".
- John "Bradshaw" Layfield derrotó al Campeón de la WWE Eddie Guerrero por descalificación (23:22)
  - Guerrero fue descalificado después de golpear a JBL con el cinturón.
  - Como resultado, Guerrero retuvo el campeonato.
  - Después de la lucha Guerrero siguió atacando a JBL.
  - Durante la lucha JBL aplicó un "Chair Shot" a Guerrero pero el árbitro no lo vio.

### 2005
Judgment Day 2005 tuvo lugar el 22 de mayo de 2005 desde el Target Center en Minneapolis, Minnesota El tema de este evento fue "Techno Trash" del compositor Eric Casper. 

#### Resultados
- Sunday Night HEAT Match: Nunzio derrotó a Akio (3:29)
  - Nunzio cubrió a Akio con un "Roll-Up".
- MNM (Joey Mercury & Johnny Nitro) (con Melina) derrotaron a Hardcore Holly y Charlie Haas reteniendo el Campeonato en Parejas de la WWE (8:04)
  - Mercury cubrió a Haas después de un "Snapshot".
- Carlito (con Matt Morgan) derrotó a The Big Show (4:41)
  - Carlito cubrió a Big Show después de un "F-5" de Morgan.
- Paul London derrotó a Chavo Guerrero reteniendo el Campeonato Peso Crucero de la WWE (10:41)
  - London cubrió a Guerrero después de una "450° splash".
- Booker T derrotó a Kurt Angle (14:09)
  - Booker cubrió a Angle después de revertirle el "Angle Slam" en un "Small Package".
  - Después del combate Angle atacó a Booker e intentó esposar a Sharmell contra las cuerdas, pero Booker atacó a Angle y esposó a Angle, permitiendo que Sharmell lo atacase.
- Orlando Jordan derrotó a Heidenreich reteniendo el Campeonato de los Estados Unidos de la WWE (4:54)
  - Jordan cubrió a Heidenreich después de un "DDT".
- Rey Mysterio derrotó a Eddie Guerrero por descalificación (18:31)
  - Guerrero fue descalificado después de pegar a Mysterio con una silla de acero.
  - Durante la lucha, Chavo Guerrero intervino a favor de Eddie, distrayendo al árbitro.
  - Después de la lucha, Guerrero siguió atacando a Mysterio con la silla.
- John Cena derrotó a John "Bradshaw" Layfield en un "I Quit" match reteniendo el Campeonato de la WWE. (22:40)
  - Layfield se rindió antes de que Cena tratara de golpearlo con un tubo de acero.
  - Después de la lucha, Cena golpeó a Layfield con el tubo de acero sobre el vidrio.
  - Como resultado, Cena tomo posesión tanto del Classic Belt WWE Championship (que JBL portaba hasta la lucha) como del Spinner Belt WWE Championship quedando este último como el diseño oficial del Campeonato de la WWE hasta febrero de 2013.

### 2006
Judgment Day 2006 tuvo lugar el 21 de mayo de 2006 desde el US Airways Center en Phoenix, Arizona. El tema oficial fue "This Fire Burns" por Killswitch Engage, que luego sería usado por el luchador CM Punk.

#### Resultados
- Dark Match: Matt Hardy derrotó a Simon Dean. (4:57)
  - Hardy cubrió a Dean luego de un «Twist Of Fate».
- Londrick (Paul London & Brian Kendrick) derrotó a MNM (Johnny Nitro & Joey Mercury) (con Melina), ganando el Campeonato en Parejas. (13:43)
  - London cubrió a Mercury con un «Roll-Up».
  - Después del combate, Nitro & Melina atacaron a Mercury hasta que fueron detenidos por los árbitros y Theodore Long.
  - Mientras ocurrió el ataque Melina le aplicó un "Low Blow" al árbitro.
- Chris Benoit derrotó a Finlay. (22:30)
  - Benoit forzó a Finlay a rendirse con el «Clipper Crossface».
- Jillian Hall derrotó a Melina (con Johnny Nitro). (4:18)
  - Hall cubrió a Melina con un «Roll-Up».
  - Melina estaba tocando la cuerda, pero el árbitro no se dio cuenta.
  - Antes de la lucha, el árbitro expulsó a Nitro del ringside.
  - Después de la lucha, Melina atacó a Kristal Marshall mientras está la entrevistaba hasta que el árbitro las detuvo.
  - Después de la siguiente lucha Nitro & Melina fueron despedidos (Kayfabe) por Theodore Long después de que Melina le diera una bofetada en su oficina.
- Gregory Helms derrotó a Super Crazy, reteniendo el Campeonato Peso Crucero. (9:55)
  - Helms cubrió a Crazy con un «Roll-Up» apoyándose de las cuerdas.
- Mark Henry derrotó a Kurt Angle por conteo fuera. (9:11)
  - Henry golpeó a Angle con el poste, por lo que no se pudo levantar y entrar al ring.
  - Después del combate, Angle atacó a Henry con silletazos y le aplicó un «Angle Slam» en la mesa de comentaristas.
- Booker T (con Sharmell) derrotó a Bobby Lashley coronándose King of the Ring 2006. (9:15)
  - Booker cubrió a Lashley luego de un «Scissors Kick» y un golpe de Finlay con su shillelagh.
  - Después del combate Lashley le aplicó una «Spear» a Booker.
  - Después del combate, Booker T cambió su nombre a King Booker.
- The Great Khali (con Daivari) derrotó a The Undertaker. (8:31)
  - Khali cubrió a Undertaker luego de un «Giant Chop».
- Rey Mysterio derrotó al Campeón de los Estados Unidos John "Bradshaw" Layfield, reteniendo el Campeonato Mundial. (15:56)
  - Mysterio cubrió a JBL luego de un «619» y un «Frog Splash».
  - El Campeonato de los Estados Unidos de JBL no estaba en juego.

### 2007
Judgment Day 2007 tuvo lugar el 20 de mayo de 2007 desde el Scottrade Center en San Luis, Misuri. El tema oficial fue "I Don't Wanna Stop" de Ozzy Osbourne.

#### Resultados
- Dark Match: Kane derrotó a William Regal (c/Dave Taylor) (9:30)
  - Kane cubrió a Regal después de una "Chokeslam".
- Ric Flair derrotó a Carlito (15:35) 
  - Flair forzó a Carlito a rendirse con una "Figure Four Leglock".
- Bobby Lashley derrotó al Campeón Mundial de la ECW Vince McMahon, Shane McMahon y Umaga en una Handicap match (1:15)
  - Lashley cubrió a Shane después de un "Dominator".
  - La lucha era por el Campeonato Mundial de la ECW, pero después de la lucha Vince declaró que el título no cambió de manos, debido a que el pinfall no fue sobre él.
  - Después de la lucha, Umaga atacó a Lashley.
- CM Punk derrotó a Elijah Burke (16:52)
  - Punk cubrió a Burke después de un "Go To Sleep".
- Randy Orton derrotó a Shawn Michaels (4:30)
  - Orton ganó después de que Michaels colapsara luego de que Orton lo atacara durante una entrevista en Backstage minutos antes de su lucha, lesionándole la cabeza (kayfabe).
  - Después de la lucha, luego de que Michaels logrará levantarse, Orton le aplicó un "RKO".
  - Tras la lucha, Michaels, acompañado de su esposa, fue llamado en camilla.
- The Hardys (Matt y Jeff) derrotaron a Lance Cade & Trevor Murdoch reteniendo el Campeonato Mundial en Parejas (15:05)
  - Jeff cubrió a Cade después de un "Twist of Fate" de Matt y una "Swanton Bomb" de Jeff.
  - Tras la lucha, Cade & Murdoch le dieron la mano a los Hardy en señal de respeto.
- Edge derrotó a Batista reteniendo el Campeonato Mundial Peso Pesado (10:38)
  - Edge cubrió a Batista con un "Roll-Up" agarrándole de su trusa.
- Montel Vontavious Porter derrotó a Chris Benoit en un 2 out of 3 Falls match ganando el Campeonato de los Estados Unidos (14:10)
  - MVP cubrió a Benoit después de un "Playmaker". (8:13)
  - MVP cubrió a Benoit con un "Inside Cradle". (14:10)
  - Esta fue la última lucha de Chris Benoit en un Pay-per-view de Lucha Libre Profesional.
- John Cena derrotó a The Great Khali reteniendo el Campeonato de la WWE (8:16)
  - Cena forzó a Khali a rendirse con un "STFU".
  - La pierna de Khali estaba bajo la cuerda cuando este se rindió, pero el árbitro no lo vio.

### 2008
Judgment Day 2008 tuvo lugar el 18 de mayo de 2008 desde el Qwest Center en Omaha, Nebraska. El tema oficial fue "Take it All" de Zididada

#### Resultados
- Dark match: Hardcore Holly & Cody Rhodes derrotaron a Carlito & Santino Marella reteniendo el Campeonato Mundial en Parejas
  - Holly cubrió a Marella.
- John Cena derrotó a John "Bradshaw" Layfield (15:03)
  - Cena cubrió a JBL después de un "FU".
- John Morrison & The Miz derrotaron a Kane & CM Punk reteniendo el Campeonato en Parejas de la WWE (07:26)
  - Morrison cubrió a Punk después de una "Moonlight Drive".
- Shawn Michaels derrotó al Campeón Intercontinental de la WWE Chris Jericho (15:56)
  - Michaels cubrió a Jericho con un "Roll-Up".
  - Después de la lucha, Michaels y Jericho se dieron la mano en señal de respeto.
  - El Campeonato Intercontinental de Jericho no estaba en juego.
- Mickie James derrotó a Beth Phoenix y Melina en una Triple Threat Match reteniendo el Campeonato Femenino de la WWE (05:00)
  - Mickie cubrió a Melina después de un "Mickie-DDT".
- The Undertaker derrotó a Edge por cuenta fuera (15:34)
  - Edge permaneció fuera del ring por más de 10 segundos, por lo que Undertaker ganó el combate.
  - La lucha era por la vacante del Campeonato Mundial Peso Pesado, pero Vickie Guerrero declaró que el título seguía vacante.
  - Después de la lucha, Undertaker le aplicó un Tombstone Piledriver a Edge.
- Jeff Hardy derrotó a Montel Vontavious Porter (10:05)
  - Jeff cubrió a MVP después de un "Whisper in the Wind".
  - Esta lucha no estaba programada, pero MVP la pidió.
- Triple H derrotó a Randy Orton en una Steel Cage Match reteniendo el Campeonato de la WWE (23:54)
  - Triple H cubrió a Orton después de un "Pedigree"

### 2009
Judgment Day 2009 tuvo lugar el 17 de mayo de 2009 desde el Allstate Arena en Chicago, Illinois. El tema oficial del evento fue "Rescue me" de Buckcherry.

#### Resultados
- Dark Match: Mickie James derrotó a Beth Phoenix (c/ Rosa Mendes)
  - Mickie James cubrió a Beth Phoenix después de un "Mickie-DT".
  - En 2018 la lucha fue transmitida en WWE Network como parte de la colección: "Mickie James: Crazy Sweetheart".
- Umaga derrotó a CM Punk (11:54)
  - Umaga cubrió a Punk después de un "Samoan Spike".
  - El maletín Money in the Bank de Punk no estaba en juego.
- Christian derrotó a Jack Swagger reteniendo el Campeonato de la ECW (9:35)
  - Christian cubrió a Swagger con un "Roll-Up" ayudándose con el traje de Swagger.
- John Morrison derrotó a Shelton Benjamin (c/ Charlie Haas) (10:10)
  - Morrison cubrió a Benjamin después de una "Starship Pain".
- Rey Mysterio derrotó a Chris Jericho reteniendo el Campeonato Intercontinental de la WWE (14:43)
  - Mysterio cubrió a Jericho después de un "619" seguido de un "Splash".
- Batista derrotó al Campeón de la WWE Randy Orton por descalificación (14:43)
  - Orton fue descalificado por atacar al árbitro.
  - Después de la lucha, Ted DiBiase y Cody Rhodes acudieron a atacar a Batista mientras que Ric Flair lo hizo atacando a Orton.
  - Como consecuencia, Orton retuvo el campeonato.
- John Cena derrotó a The Big Show (14:59)
  - Cena cubrió a Show después de un "Attitude Adjustment".
- Edge derrotó a Jeff Hardy reteniendo el Campeonato Mundial Peso Pesado (19:55)
  - Edge cubrió a Jeff después de una "Edgecution" desde la tercera cuerda del esquinero.
  - Durante la lucha, Matt Hardy intervino golpeando a Jeff con el yeso